# Nancy Voorhees
Nancy Voorhees (ur. 4 stycznia 1906 w East Hampton, zm. 11 czerwca 1988) – amerykańska lekkoatletka specjalizująca się w skoku wzwyż. Zdobyła złoty medal na Światowych Igrzyskach Kobiet w 1922 roku z wynikiem 1,46 m, ustanawiając pierwszy rekord świata w skoku wzwyż kobiet.